# Pterostichus nimius
Pterostichus nimius är en skalbaggsart som beskrevs av Victor Ivanovitsch Motschulsky. Pterostichus nimius ingår i släktet Pterostichus och familjen jordlöpare. Inga underarter finns listade i Catalogue of Life.